# TuS Felde
Der TuS Felde ist ein Sportverein aus Felde im Kreis Rendsburg-Eckernförde. Die erste Fußballmannschaft spielte drei Jahre in der Oberliga Hamburg/Schleswig-Holstein.

## Geschichte
Der Verein wurde im Jahre 1952 gegründet und spielte jahrzehntelang nur auf lokaler Ebene. Der sportliche Aufschwung begann in den 1990er Jahren und war mit den Namen Gerd Lütje und Willi Holdorf verbunden, die zahlreiche ehemalige Spieler von Holstein Kiel nach Felde lockten. Vier Aufstiege in Folge brachten den TuS Felde 1995 in die Verbandsliga Schleswig-Holstein. Dort wurde die Mannschaft auf Anhieb Vizemeister hinter dem TSB Flensburg und verpasste in den Entscheidungsspielen gegen Raspo Elmshorn den möglichen Durchmarsch in die Oberliga.
Im Jahre 1997 wurde der TuS erneut Vizemeister, dieses Mal hinter dem TSV Altenholz und scheiterte in den Entscheidungsspielen am ASV Bergedorf 85. Erst im dritten Anlauf gelang 1998 der Aufstieg als Meister. Nach einem vierten Platz in der Aufstiegssaison wurden die Felder im Jahre 2000 Meister der Oberliga Hamburg/Schleswig-Holstein. In den folgenden Relegationsspielen um einen Platz in der zweigleisigen Regionalliga scheiterte der TuS an Kickers Emden.
Im September 2000 einigten sich die Verantwortlichen von Holstein Kiel, TSV Altenholz und TuS Felde, in Zukunft gemeinsam den Verein Holstein Kiel zu fördern. Dadurch verlor Felde seine besten Spieler und Geldgeber Lütje. Am Ende der Saison 2000/01 zog der TuS Felde die Mannschaft in die Bezirksoberliga Ost zurück. Zwei Abstiege in Folge brachten den Verein 2003 in die Kreisliga. Im Jahre 2009 bildete der TuS Felde gemeinsam mit dem SV Fortuna Stampe die SG Felde/Stampe, die in der Kreisklasse seit 2016 spielt.
Die Fußballerinnen des TuS Felde bildeten gemeinsam mit dem Wittenseer SV eine Spielgemeinschaft, die im Jahre 2004 dem Holstein Kiel beitrat. Unter diesem Namen spielte man von 2005 bis 2011 in der 2. Bundesliga Nord.